# Chris O'Neil
Christine "Chris" O'Neil, född 19 mars 1956, Newcastle, New South Wales, är en australisk högerhänt tidigare professionell tennisspelare.
Chris O'Neil vann som professionell spelare under 1970-talet endast en singelturnering och rankades som bäst på 80:e plats (1978). Det året nådde O'Neil, oseedad och då rankad på proffstouren som nummer 111, finalen i Grand Slam-turneringen Australiska öppna, där hon sensationellt besegrade amerikanskan Betsy Nagelsen (6-3, 7-6). Hon blev därmed den första oseedade kvinnliga spelaren som vann den australiska titeln under the "Open Era". 
O'Neil var en storväxt spelare med ett typiskt attackerande serve-volley-spel.
Tillsammans med sina två bröder Keith och William har hon på senare tid tagit över the Morisset Sports and Tennis Centre i hemstaden Newcastle.

## Grand Slam-finaler, singel

### Titlar
| År   | Mästerskap        | Finalmotståndare | Resultat |
| 1978 | Australiska öppna | Betsy Nagelsen   | 6–3, 7–6 |